# 10796 Sollerman
10796 Sollerman eller 1992 EB8 är en asteroid i huvudbältet som upptäcktes den 2 mars 1992 av UESAC vid La Silla-observatoriet. Den är uppkallad efter den svenske astronomen Jesper Sollerman.